# Кичевски народоосвободителен батальон
Кичевският народоосвободителен батальон е комунистическа партизанска единица във Вардарска Македония, участвала във въоръжената комунистическа съпротива във Вардарска Македония по време на Втората световна война.
Създаден е на 23 септември 1943 година в Кичево и е първи батальон на Първа оперативна зона на НОВ и ПОМ. Състои се от около 100 партизани от Мавровско-гостиварския народоосвободителен партизански отряд „Кораб“ и Кичевския народоосвободителен партизански отряд „Козяк“ и нови бойци от района на Кичево, Маврово и Гостивар. Отрядът се сражава с немски части и с тези на балистите в планината Буковик на 1 октомври, а между 5 и 9 октомври при селата Извор и Кленовец. Отрядът се влива в първа македонско-косовска ударна бригада през ноември 1943 година при село Сливово.

## Състав
- Том Гелай – командир